# 日本軽種馬登録協会
財団法人日本軽種馬登録協会（にほんけいしゅばとうろくきょうかい）とは、主に軽種馬の登録業務を行っていた公益法人である。合併により2010年（平成22年）12月1日、ジャパン・スタッドブック・インターナショナルとなった。

## 沿革
イギリスで正式なサラブレッドの血統書ジェネラルスタッドブックが発行されたのは1793年のことであるが、日本でも130年後の1925年（大正14年）から軽種馬登録業務が開始された。担当機関は当初、社団法人帝国競馬協会、次いで特殊法人日本競馬会、馬政局が実施してきた。
1948年（昭和23年）12月28日、種畜法制定により、日本軽種馬登録協会が設立され登録業務を馬政局から引き継いだ。1950年（昭和25年）8月20日、家畜改良増殖法の制定に伴い社団法人に改組。1971年（昭和46年）7月1日、民法34条に基づく財団法人日本軽種馬登録協会に改組された。
事業内容としては、軽種馬登録業務のほかに、登録書関連関連図書の発行、軽種馬の改良増殖に関する調査研究等があった。
2010年（平成22年）12月1日付けで競馬国際交流協会と合併し、ジャパン・スタッドブック・インターナショナルとして再出発した。